# Nucras boulengeri
Nucras boulengeri — вид ящірок родини ящіркових (Lacertidae). Мешкає в Східній Африці. Вид названий на честь британсько-бельгійського зоолога Джорджа Альберта Буленджера.

## Поширення і екологія
Nucras boulengeri поширені від півдня центральної Кенії (на південь від гори Кенія) до північної і східної Танзанії (від південно-східного узбережжя озера Вікторія до Дар-ес-Салама), а також на південному сході Танзанії та на північному сході Замбії. Вони живуть в різноманітних саванах і чагарникових заростях, зокрема в прибережній мозаїчній савані, у вічнозелених заростях міомбо, в сухих акацієвих і комміфорових заростях та на луках, порослих акацієвими рідколіссями. Віддають перевагу піщаним ґрунтам. Ведуть присмерковий спосіб життя, що нехарактерно для представників родини ящіркових. Живляться комахами, відкладають яйця.